# 6252 Montevideo
6252 Montevideo è un asteroide della fascia principale. Scoperto nel 1992, presenta un'orbita caratterizzata da un semiasse maggiore pari a 2,9039891 UA e da un'eccentricità di 0,0669206, inclinata di 3,13984° rispetto all'eclittica.